# Siegrid Ingrid
Siegrid Ingrid je brazilská grindcore/thrash/death metalová kapela založená koncem 80. let dvacátého století (rok 1989) ve městě São Paulo ve státě São Paulo. Byla pojmenována podle dvou sester, které žily v sousedství členů kapely. V roce 2002 se rozpadla. Od roku 2015 je opět aktivní.
Debutové studiové album s názvem Pissed Off  bylo vydáno v roce 1995 brazilským hudebním vydavatelstvím Rotthenness Records.
K únoru 2022 má kapela na svém kontě celkem dvě dlouhohrající desky.

## Diskografie
Dema
- Prophecy (1991)
- The Path to Nothingness (1998)

Studiová alba
- Pissed Off (1995, Rotthenness Records)
- The Corpse Falls (1999, Cogumelo Records)

EP
- The Choice (1992)

Singly
- Damned Conviction (2020)